# Tobias Schützenauer
Tobias Schützenauer (sinh 19 tháng 5 năm 1997) là một cầu thủ bóng đá Áo thi đấu cho SK Sturm Graz.

## Sự nghiệp

### GAK Jugend
Shutzenauer bắt đầu sự nghiệp bóng đá trẻ với GAK Jugend năm 2010.

### Sturm Graz
Schutzenauer khởi đầu sự nghiệp ở hệ thống trẻ Sturm Graz vào tháng 7 năm 2010. Anh làm việc với học viện, thi đấu cho U-15 và U-16 trước khi giành được cơ hội ở đội B. Anh ra sân 49 lần cho đội hình B trước khi được đưa lên đội chính ngày 7 tháng 1 năm 2014. Anh ra mắt trận đầu tiên ở đội hình chính ngày 24 tháng 5 năm 2015 trong chiến thắng 2-1 trước Admira Wacker. Anh vào sân từ phút thứ 35, thay cho cầu thủ chấn thương Christian Gratzei.